# لانچیا گاما
لانچیا گاما (Lancia Gamma) خودرویی است که در سال‌های ۱۹۷۶ تا ۱۹۸۴ توسط شرکت لانچیا تولید شده‌است. طراحی آن خودروهای موتور جلو-محور جلو بوده طول آن در حالت طبیعی ۴٬۵۸۰ میلیمتر (۱۸۰٫۳ اینچ) و عرض آن در حالت طبیعی ۱٬۷۳۰ میلیمتر (۶۸٫۱ اینچ) است. سیستم جعبه‌دندهٔ آن ۴ دنده به دو صورت خودکار و دستی است.

## نگارخانه

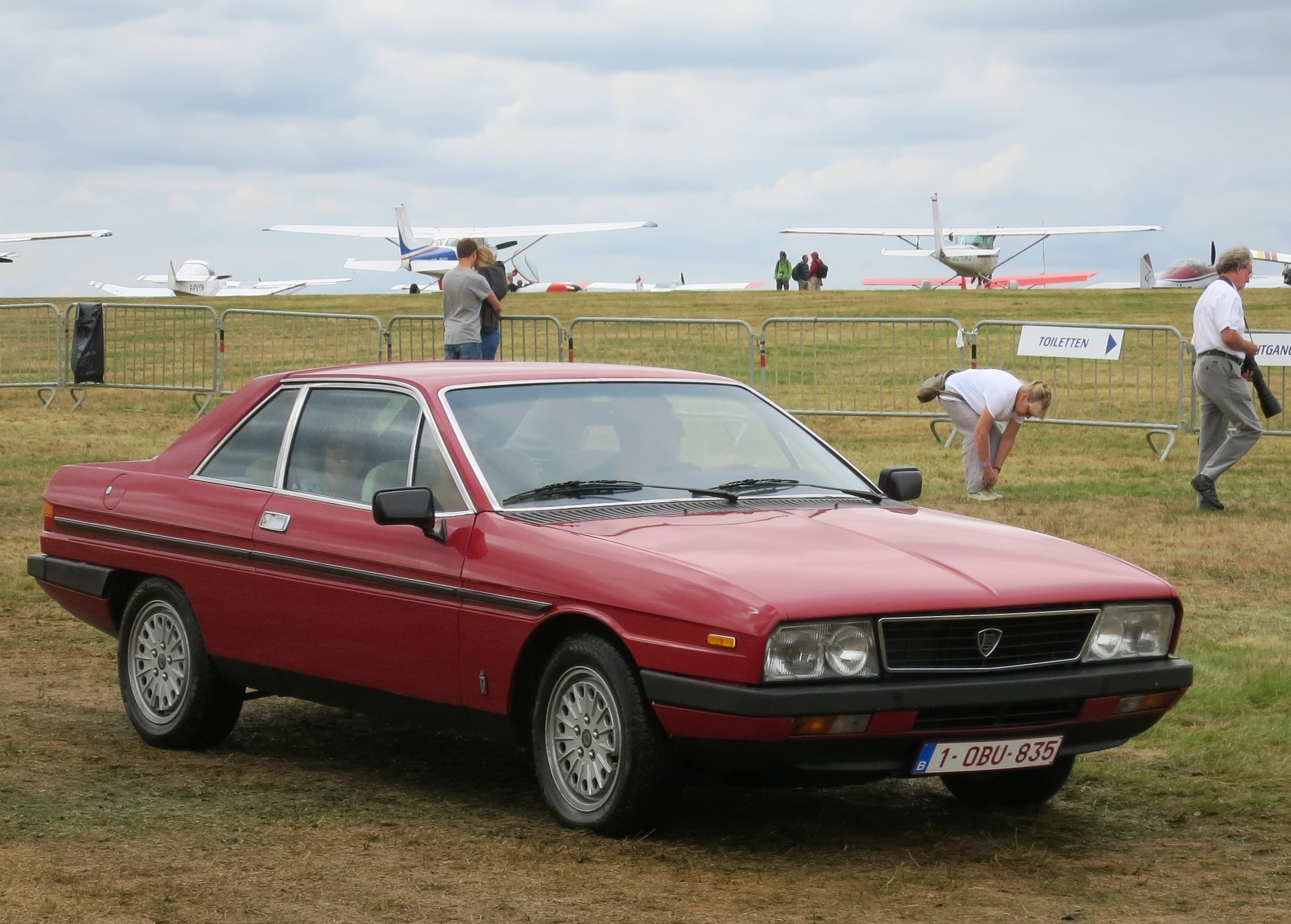
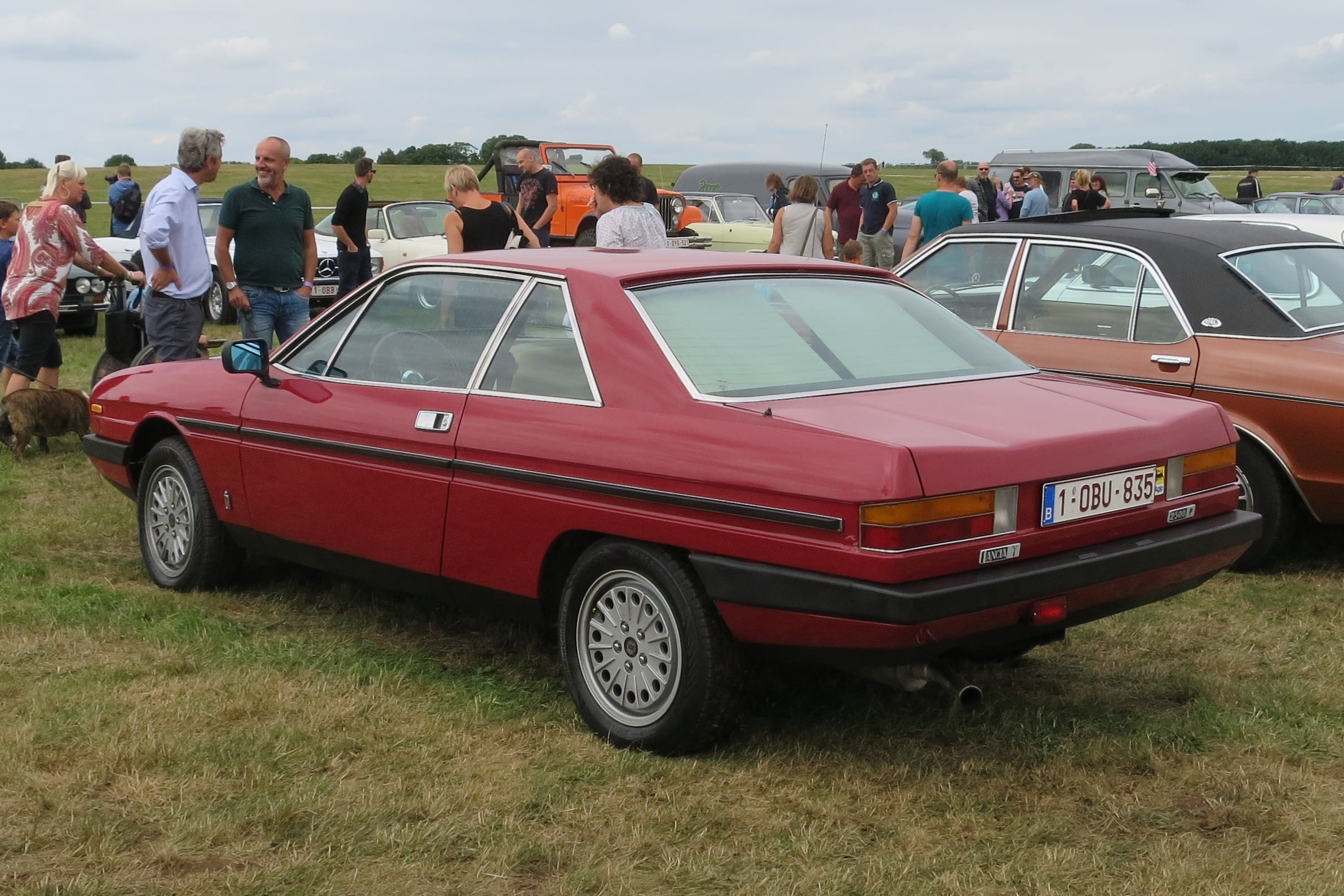
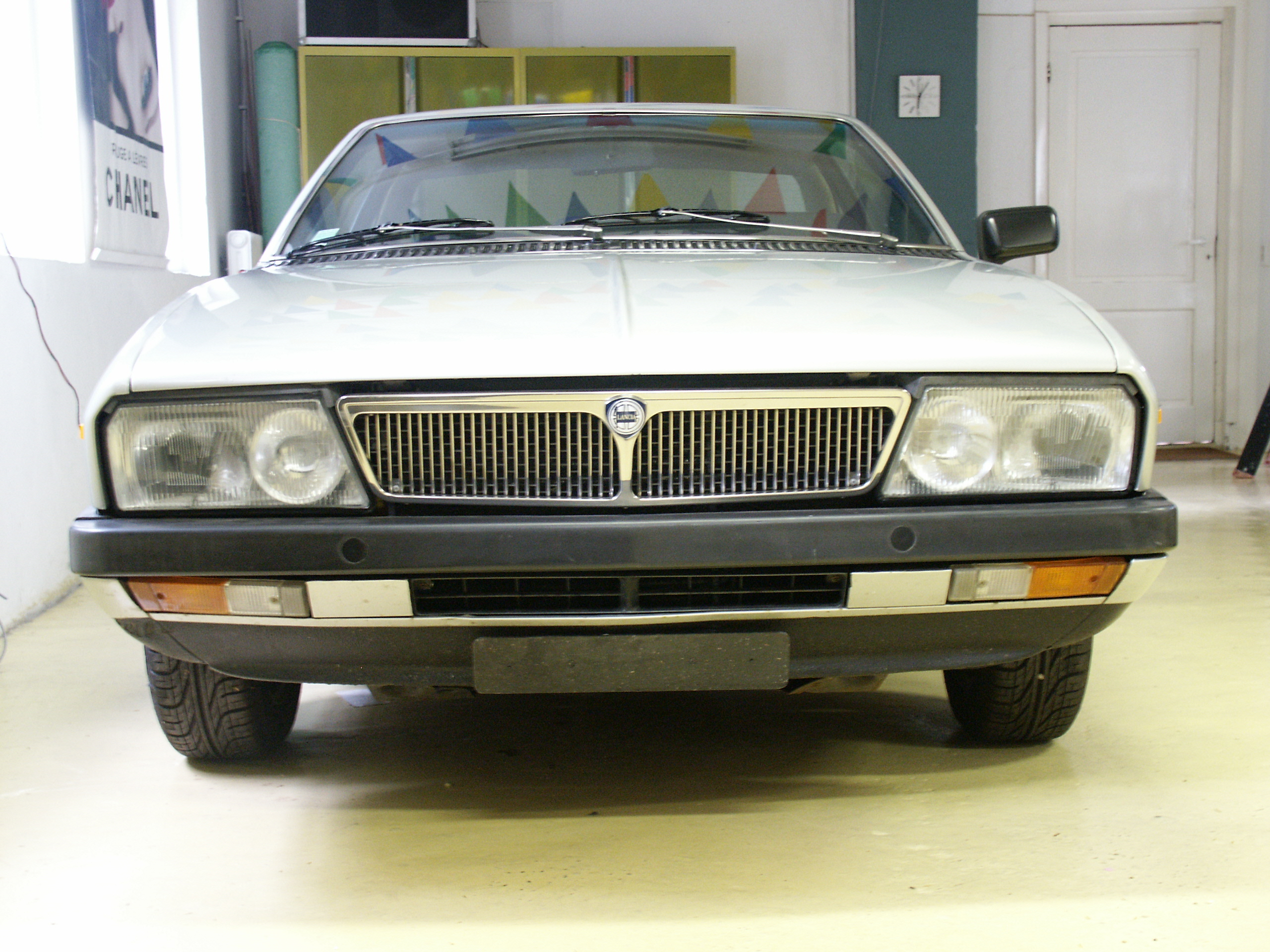
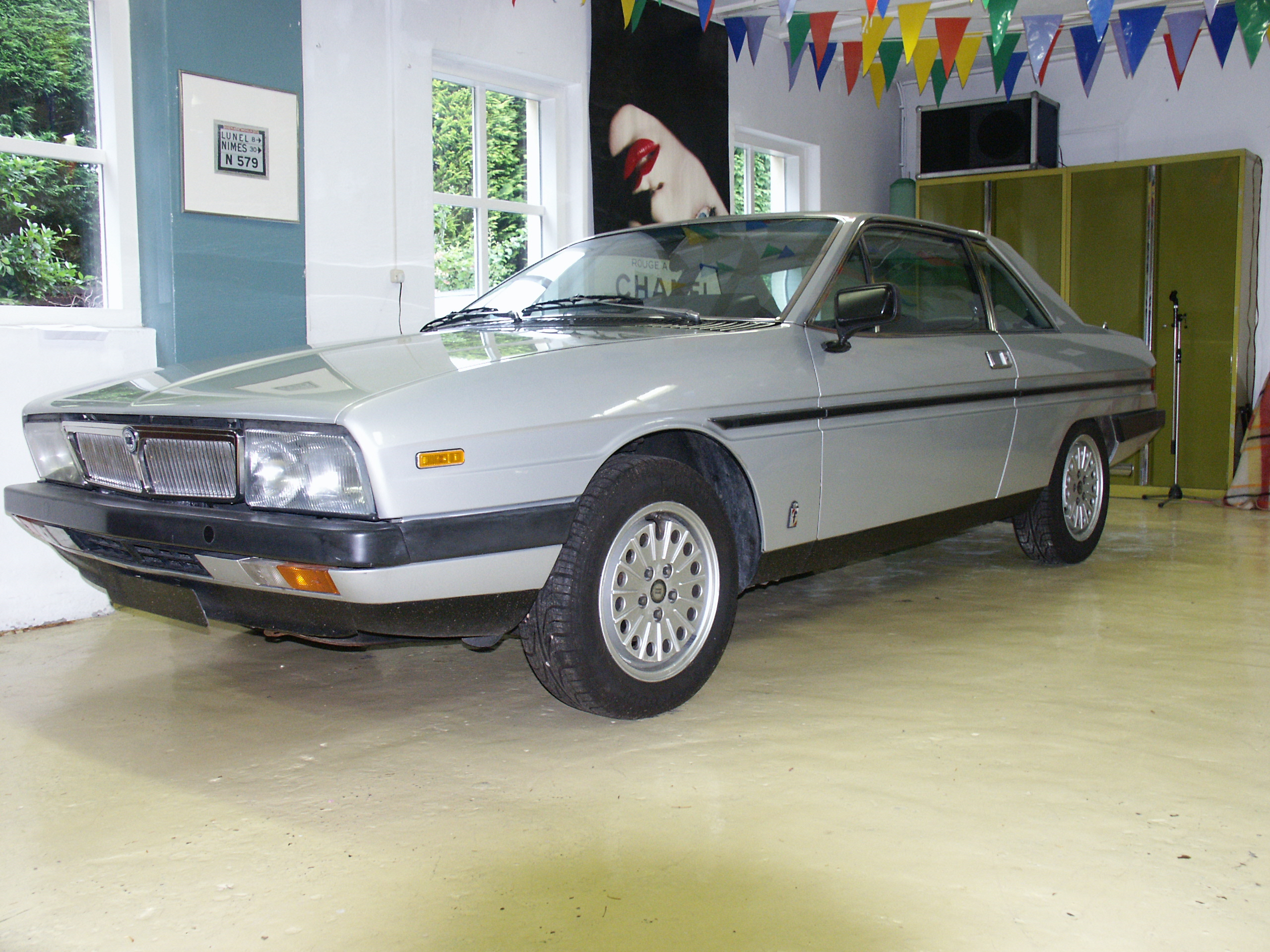
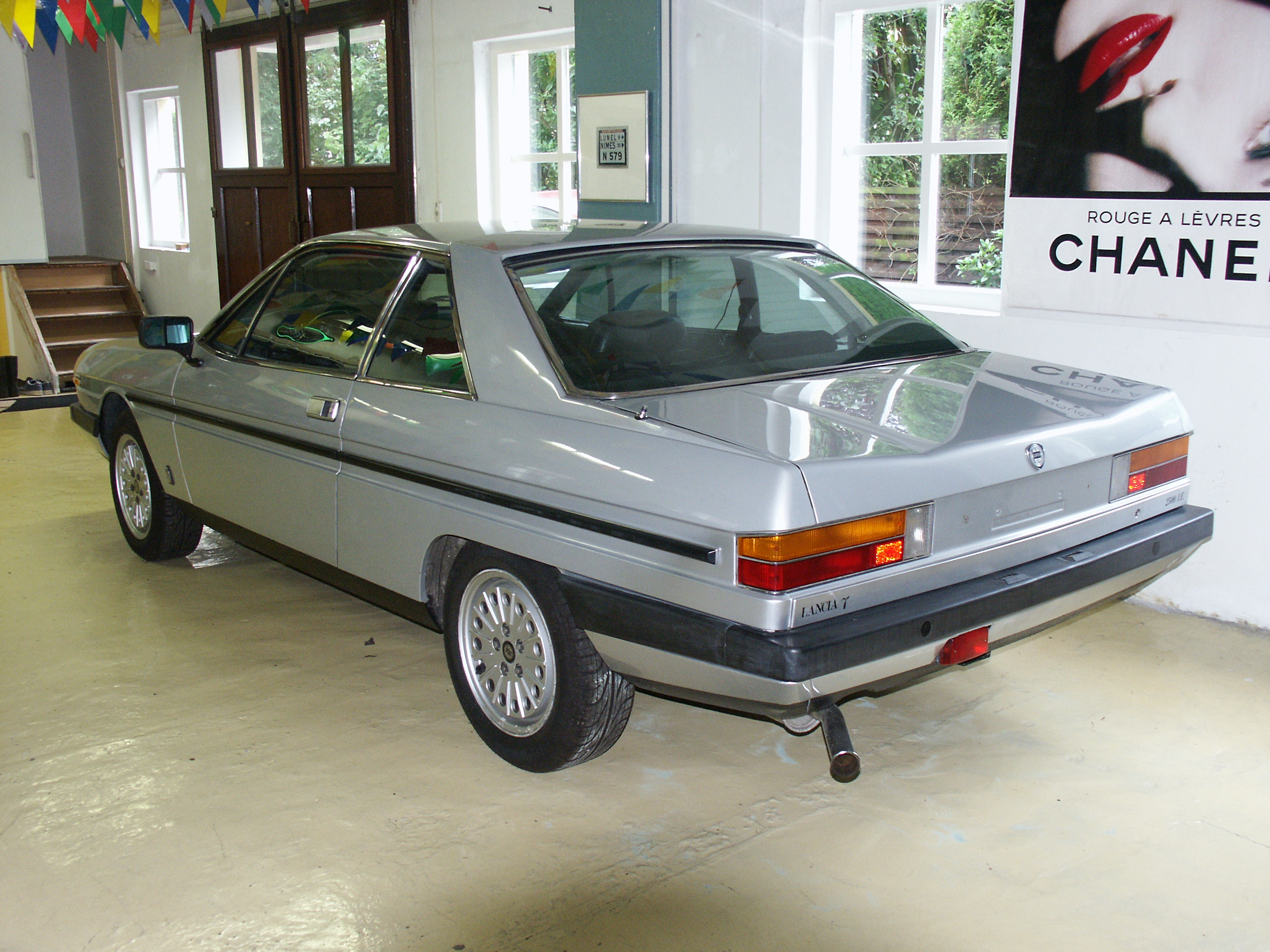